# Rands Manufacturing Company
Rands Manufacturing Company war ein US-amerikanischer Hersteller von Fahrzeugen.

## Unternehmensgeschichte
William C. Rands gründete 1904 das Unternehmen in Detroit in Michigan. Er stellte Fahrräder und Zubehör für Automobile her. So war das Unternehmen im Oktober 1906 aus der Chicago Automobile Show als Aussteller für Zubehör präsent. 1906 entstand ein Auto für seinen Eigenbedarf. 1907 folgte eine kleine Serienproduktion. Der Markenname lautete Rands. Im gleichen Jahr wurde die Kraftfahrzeugproduktion wieder aufgegeben.
1913 wurde die Reste der Warren Motor Car Company übernommen.
Am 5. Juni 1916 erfolgte ein Zusammenschluss mit mehreren anderen Unternehmen zur Motor Products Corporation.

## Fahrzeuge
Im Angebot stand nur ein Modell. Es hatte einen luftgekühlten Vierzylindermotor mit 30 PS Leistung. Das Fahrgestell hatte 269 cm Radstand. Eine Abbildung zeigt einen Tourenwagen.